# Elektronikus pénz
Az elektronikus pénz (e-pénz vagy e-money) az Európai Unió (EU) által 2009-ben az E-Money Directive megjelenésével bevezetett törvényes fizetési eszköz, a készpénz (bankjegy vagy érme) digitális alternatívája, szabályozott keretek között kibocsátott digitális pénz. Az e-pénz lehetővé teszi a felhasználók számára, hogy készpénz nélküli fizetést kezdeményezzenek egy bankkártyán vagy okostelefonon tárolt pénzzel az interneten keresztül.
Az EU e-pénzzel kapcsolatos szabályozásának célja:
- az új, innovatív és biztonságos e-pénz-szolgáltatások megjelenésének megkönnyítése
- új vállalkozások számára való hozzáférés biztosítása az e-pénz-piachoz
- a hatékony verseny ösztönzése minden piaci szereplő között[2]

## Működése
E-pénzt elektronikuspénz-kibocsátó intézmény (e-pénz-kibocsátó) jogosult kibocsátani. Az ehhez szükséges tevékenységi engedélyt Magyarországon a Magyar Nemzeti Bank (MNB) adja ki, illetve ellátja az engedéllyel rendelkező vállalkozások folyamatos hatósági felügyeletét. Az EU bármely országában bejegyzett intézmények az unió teljes területén jogosultak ügyfeleket szerezni és tevékenységet folytatni. Alapítását követően ilyen engedéllyel kezdte meg működését több ismert neobank, pl. a BinX, a Revolut vagy a Wise (korábban TransferWise) is.
Az elektronikuspénz-kibocsátó intézmény az ügyfelek pénzét e-pénzre váltja át, és azt valamilyen elektronikus (pl. e-wallet) vagy fizikai (pl. fizetőkártya) eszközön teszi hozzáférhetővé és használhatóvá számukra. (Más megközelítésben: szoftver- vagy hardveralapú e-pénz.) Az e-pénz pénzneme általában azonos az ügyfél által rendelkezésre bocsátott pénzemmel, de más pénznemre is átváltható.
Amikor valamely e-pénz-kibocsátó egyik ügyfele egy másik, ugyancsak annál a kibocsátónál számlát vezető ügyfél számára fizetést teljesít, akkor a tranzakció rendszeren belül, e-pénzben zajlik le. Abban az esetben, ha az ügyfél bármely más irányba teljesít fizetést, az e-pénzt a kibocsátó visszaváltja bankszámlapénzre és azt a hagyományos bankrendszeren keresztül juttatja el a másik fél számára.

## Biztonság
Az e-pénz-kibocsátók az ügyféltől átvett pénzt teljes egészében egy - általában valamely kereskedelmi bank által vezetett - letéti számlán kötelesek tartani. A letétbe helyezett összegeket az intézmény sajátjaként nem kezelheti, hitelbe nem adhatja. Ebből következően az e-pénz elvileg a legbiztonságosabb fizetőeszköz, hiszen annak pénzügyi fedezetének minden pillanatban rendelkezésre kell állnia. A gyakorlatban ennek ellentmond a Wirecard nevű német fizetési szolgáltató 2020-as botránya, amikor is kiderült, hogy az ügyfelektől átvett pénzek egy jelentős része nincs meg. Az ügyet követően az európai bankhatóságok szigorították az e-pénz-kibocsátók ellenőrzését.
Mivel az e-pénz nem bankszámlapénz és nem is betét, ezért közvetlenül nem védi betétbiztosítás. Ugyanakkor arra a letéti számlára, ahol az e-pénz-kibocsátó az e-pénz fedezetét tartja vonatkozik betétbiztosítás; illetve ha ezt egy másik banknál vezeti (mint a magyar BinX, ahol az átvett pénz ellenértékét az MNB-nél vezetett számlán helyezik el letétként) akkor az ottani bank feltételei vonatkoznak rá.